# Adavere
Adavere (Duits: Addafer) is een plaats in de Estlandse gemeente Põltsamaa, provincie Jõgevamaa. De plaats heeft 489 inwoners (2021) en heeft de status van groter dorp of ‘vlek’ (Estisch: alevik).
Bij Adavere, om preciezer te zijn in het aangrenzende dorp Kalme, bevindt zich het geografisch middelpunt van het vasteland van Estland. De plaats is gemarkeerd door een steen.

## Geschiedenis
Adavere wordt voor het eerst vermeld in een document uit 1510. Het behoorde bij het landgoed Adavere (Estisch: Adavere mõis), dat in de 17e eeuw werd gevestigd en achtereenvolgens toebehoorde aan een aantal bekende Baltisch-Duitse families: Fick, von Vietinghoff, von Stackelberg en von Wahl. Het huidige landhuis is gebouwd in de jaren 1892-1893.Sinds 1928 dient het als school. In 2001 is het gebouw gerestaureerd. Van de bijgebouwen is onder andere een windmolen bewaard gebleven, die in het gebied van het dorp Kalme ligt, net als het kerkhof, waar leden van de familie von Stackelberg begraven liggen.
Adavere was tussen 1909 en 1939 een zelfstandige gemeente; in 1939 werd deze bij de gemeente Põltsamaa gevoegd. De plaats kreeg in 1975 de status van vlek.

## IJsbaan
In Adavere bevindt zich de ijsbaan Välirada Põltsamaa. Deze natuurijsbaan is open sinds 2004, ligt 71 meter boven zeeniveau en heeft een lengte van 240 meter. Dit was lange tijd de belangrijkste ijsbaan van Estland voor het langebaanschaatsen. Zo is er meermaals om Estse titels geschaatst.

## Geboren in Adavere
- Marten Liiv (1996), schaatser.

## Foto's

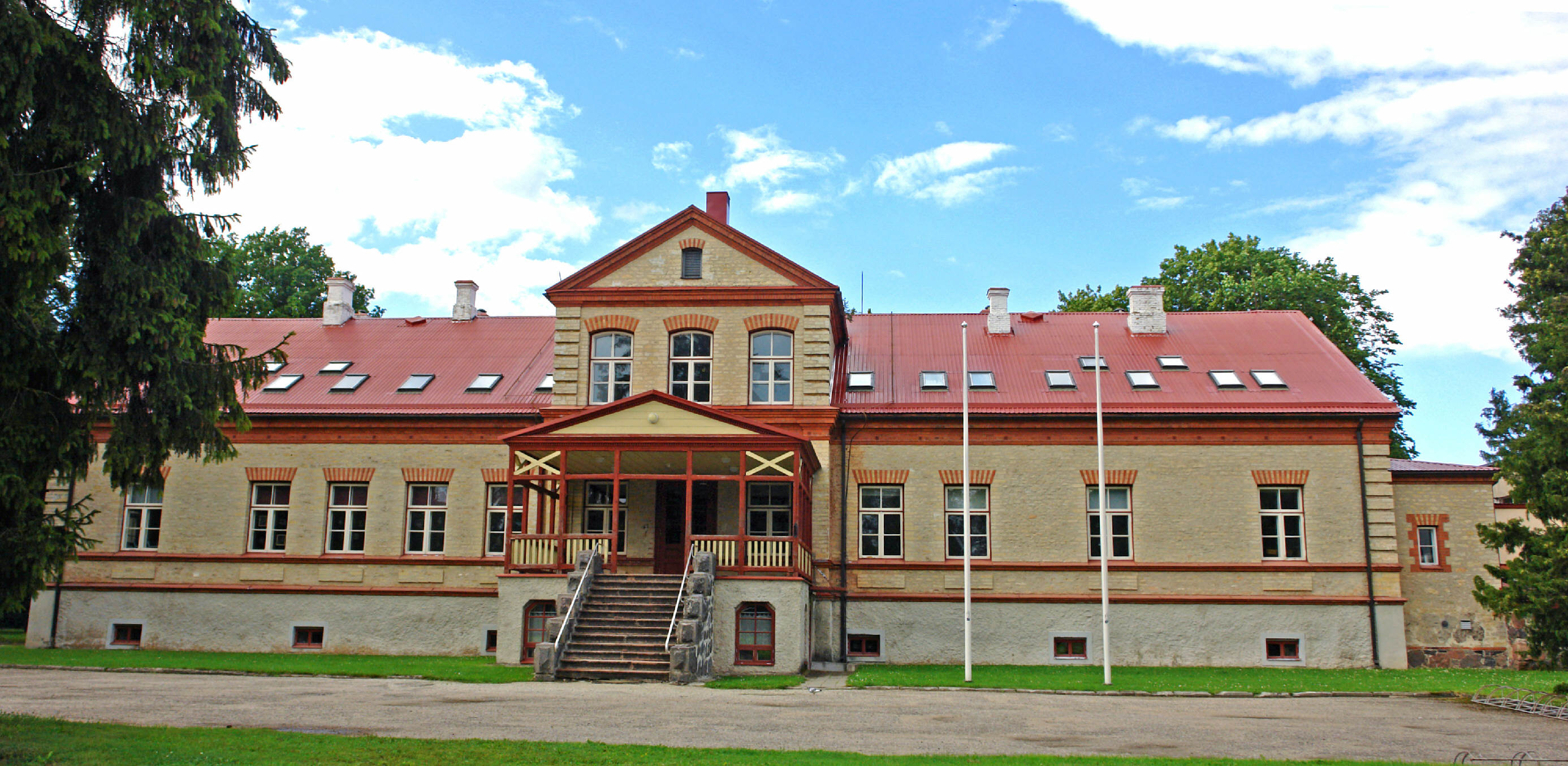
Het landhuis van Adavere
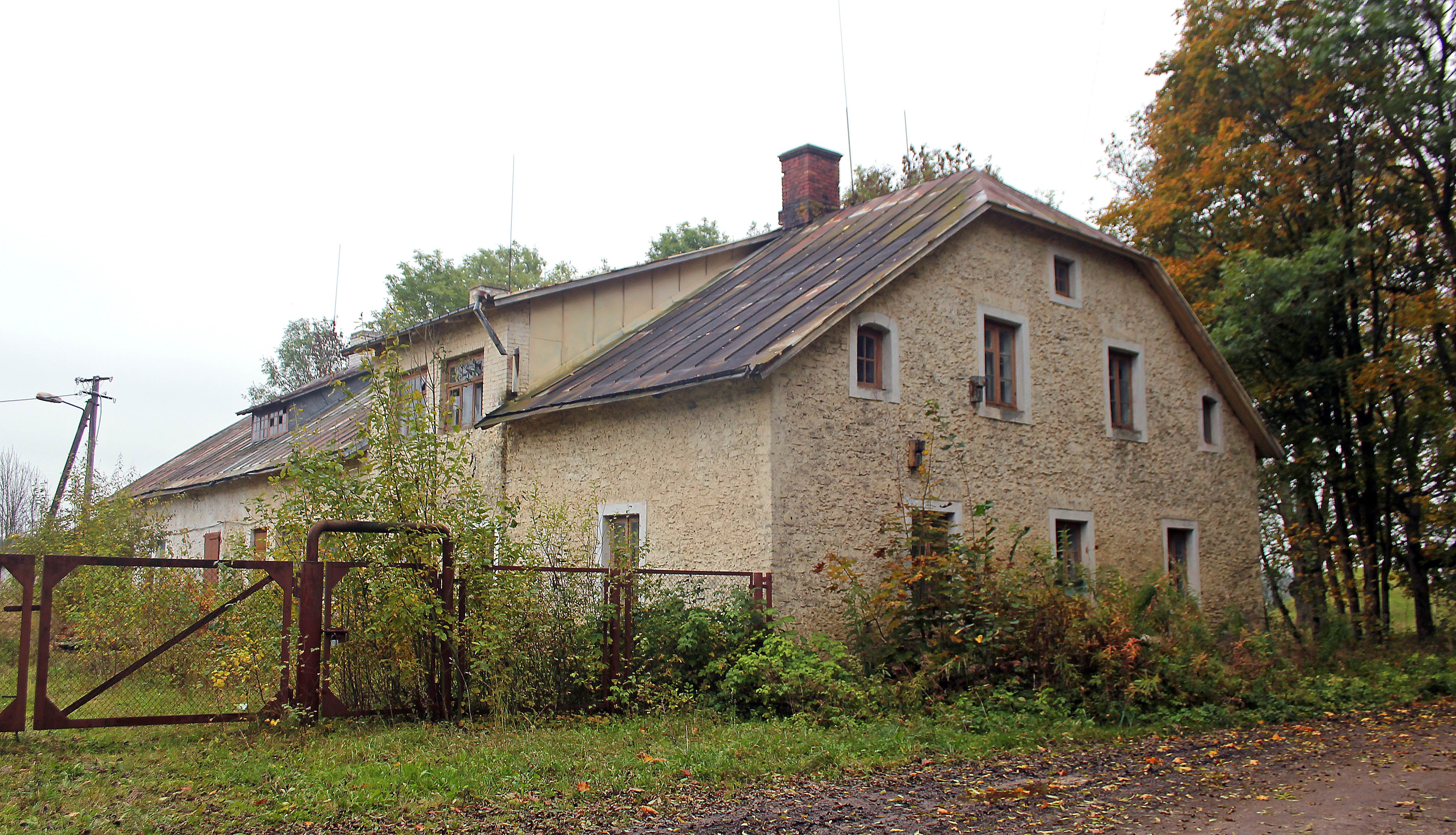
Melkfabriek op het landgoed van Adavere
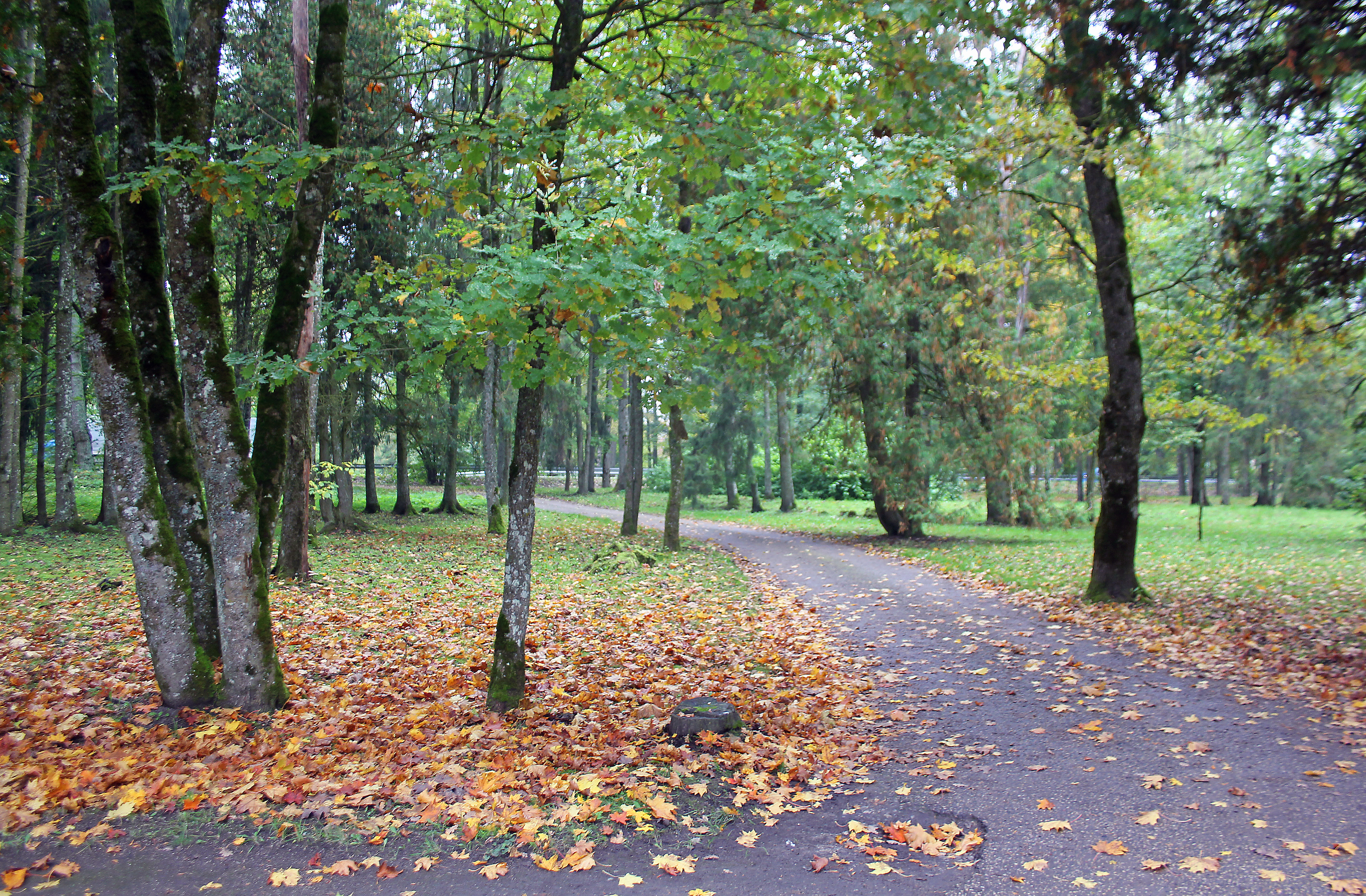
Het park van het landgoed